# Rada pro obecné záležitosti
Rada pro obecné záležitosti (GAC) je konfigurace Rady Evropské unie, která se setkává jednou měsíčně. Setkávají se ministři zahraničí členských států. V závislosti na programu se setkání účastní také ministři zodpovědní za evropské záležitosti.
Byla založena v roce 2009 Lisabonskou smlouvou. „Rada pro obecné záležitosti a vnější vztahy“ se rozdělila na Radu pro zahraniční věci a Radu pro obecné záležitosti. Obecná a zahraniční rada jsou jediné dvě rady uvedené ve smlouvách EU.
Rada pro obecné záležitosti se zabývá záležitostmi, které ovlivňují více než jednu z politik EU, jako jsou jednání o rozšíření EU, příprava víceletého rozpočtu EU nebo institucionální a administrativní otázky. Koordinuje přípravu na a činnost zasedání Evropské rady. Hraje také roli při koordinaci práce v různých oblastech politiky prováděnými Radou v jiných konfiguracích a zpracovává veškeré dokumenty, které jí svěří Evropská rada.

## Složení

### Konfigurace
| Konfigurace      | Oblast | Členové                         | Předseda Rady                                    | Současný úřadující předseda |
| ---------------- | --- | ------------------------------- | ------------------------------------------------ | --------------------------- |
| GAC              | - koordinace práce Rady - příprava zasedání ER - rozšiřování - víceletý finanční rámec - jiné průřezové politiky | ministři evropských záležitostí | Odpovědný ministr předsedajícího členského státu | José Manuel Albares (ES)    |
| GAC (Soudržnost) | - politika soudržnosti                                                                                           | ministři soudržnosti            | Odpovědný ministr předsedajícího členského státu |                             |